# جون بابر
جون بابر (بالإنجليزية: John Baber)‏ هو لاعب كرة قدم بريطاني، ولد في 10 أكتوبر 1947. لعب مع تشارلتون أثلتيك.